# Makói József Attila Gimnázium
A Makói József Attila Gimnázium eklektikus épülete a városközpont egyik meghatározó építménye, a benne működő iskola pedig Makó és térségének legrangosabb és legnagyobb hagyománnyal bíró középfokú oktatási intézménye.

## Története
1851-től csak egy négyosztályú magángimnázium működött Makón, az is csak 1872-ig. Megszűnésével a város világi középfokú oktatási intézmény nélkül maradt, ezért az 1875. augusztus 9-én tartott közgyűlés határozata értelmében a református gimnázium más felekezethez tartozó diákok számára is látogathatóvá vált. Ezen intézmény 1880-ig működött, amikor kénytelen volt bezárni, mert elesett Makó város támogatásától, működését nem tudta finanszírozni. A város ugyanis 1868-ban elrendelte az új polgári iskola felépítését. Ez 1895-ig, az új főgimnázium megépülésig működött. A gimnázium atyjaként is számon tartott Dessewffy Sándor csanádi megyés püspök 1890-ben vetette föl egy főgimnázium szükségességét. A városi iskolaszék javaslatára 1891. november 11-én Csanád vármegye közigazgatási bizottsága tárgyalta egy középiskola létesítésének lehetőségét. Támogatókra talált a városi iskolaszékben, a megyei törvényhatósági bizottságban, a Vallás- és Közoktatásügyi Minisztériumban és a városi képviselő-testületben. 40 000 forinttal járult hozzá a tervhez mind a püspök, mind Csanád vármegye törvényhatósága. A város a főgimnázium felépítéséhez biztosított egy 25 000 forint értékű telket. A 400 négyzetméter alapterületű telken 8 iskolatermet (72 és 48 négyzetméteresek), 4 kisebb termet (48 négyzetméteresek), egy 140 négyzetméter alapterületű rajztermet, egy 72 négyzetméteres előadótermet, valamint több kisebb szertárt helyeztek el. Tanári könyvtár, ifjúsági könyvtár, igazgatói iroda, tanári szoba is kialakításra került. Az épületben tornacsarnok is helyet kapott mellékhelyiséggel. A gimnázium biztosította a helyet az ötszobás igazgatói lakásnak és a két kisebb szolgalakásnak. A volt sóház helyén épült fel az impozáns, Gerle Lajos tervezte épület, amelynek helyén előtte az adóhivatal működött. Az alapkőletétel 1894. november 18-án történt, a gimnázium ünnepélyes felavatására 1895. szeptember 15-én került sor. A kivitelezés jogát Kovács Sándor ajánlata nyerte el. Berendezésének költségeit Makó városa vállalta magára.
A gimnázium  1950-ig a Csanád vezér, utána 1955-ig az Állami Szántó Kovács János Általános Gimnázium nevet viselte. A leromlott állapotú gimnázium felújítására 2000-ben kezdődött el, az iskola aulával és rendezvényteremmel is bővült. Ugyanekkor belefogtak a Városi Sportcsarnok felépítésébe is közvetlenül a gimnázium mellett, amit az intézmény tanulói a tanórai kereteken belül sportolásra használhatnak. A terveket Makovecz Imre és Gerencsér Judit készítette. Az új csarnok és az iskolai helyiségek egymilliárd-százötvenmillió forintból valósultak meg, amit az 1994-1998-as parlamenti ciklus Országgyűlése szavazott meg a városnak. A felújított iskolát hivatalosan 2000. augusztus 27-én adták át; a sportcsarnok avatóünnepségét szeptemberben tartották.

## Az épület
A kétemeletes főgimnáziumi épület Csanád vezér térre néző része 63,8 méter hosszú, a József Attila utcán 21,5 méter húzódik végig, a főhomlokzatot csekély kiülésű, armírozott sarkú közép- és sarokrizalit tagolja. Az attika fal és a süvegtetőzet enyhíti a tömeghatás egyhangúságát. Átadásakor a pince dongaboltozatos volt, eltérően a többi szinttől, amiknek a födéme vasgerendák közötti téglaboltozat. Esztétikai okokból a főbejárat mellé álbejáratot, egy másik kaput készítettek. Az épület homlokzatán emléktáblák egész sora található: a város megemlékezett József Attiláról és Erdei Ferencről, akik a gimnázium diákjai voltak; Ecsődi Ákosról és Juhász Gyuláról, akik itt tanítottak, Dessewffy Sándor püspökről, valamint a gimnázium diákjairól, akik részt vettek az 1956-os forradalomban. Az előcsarnokban 1978-ban helyezték el József Attila bronz domborművét, amely Herczeg Klára szobrászművész alkotása.

## Az intézmény

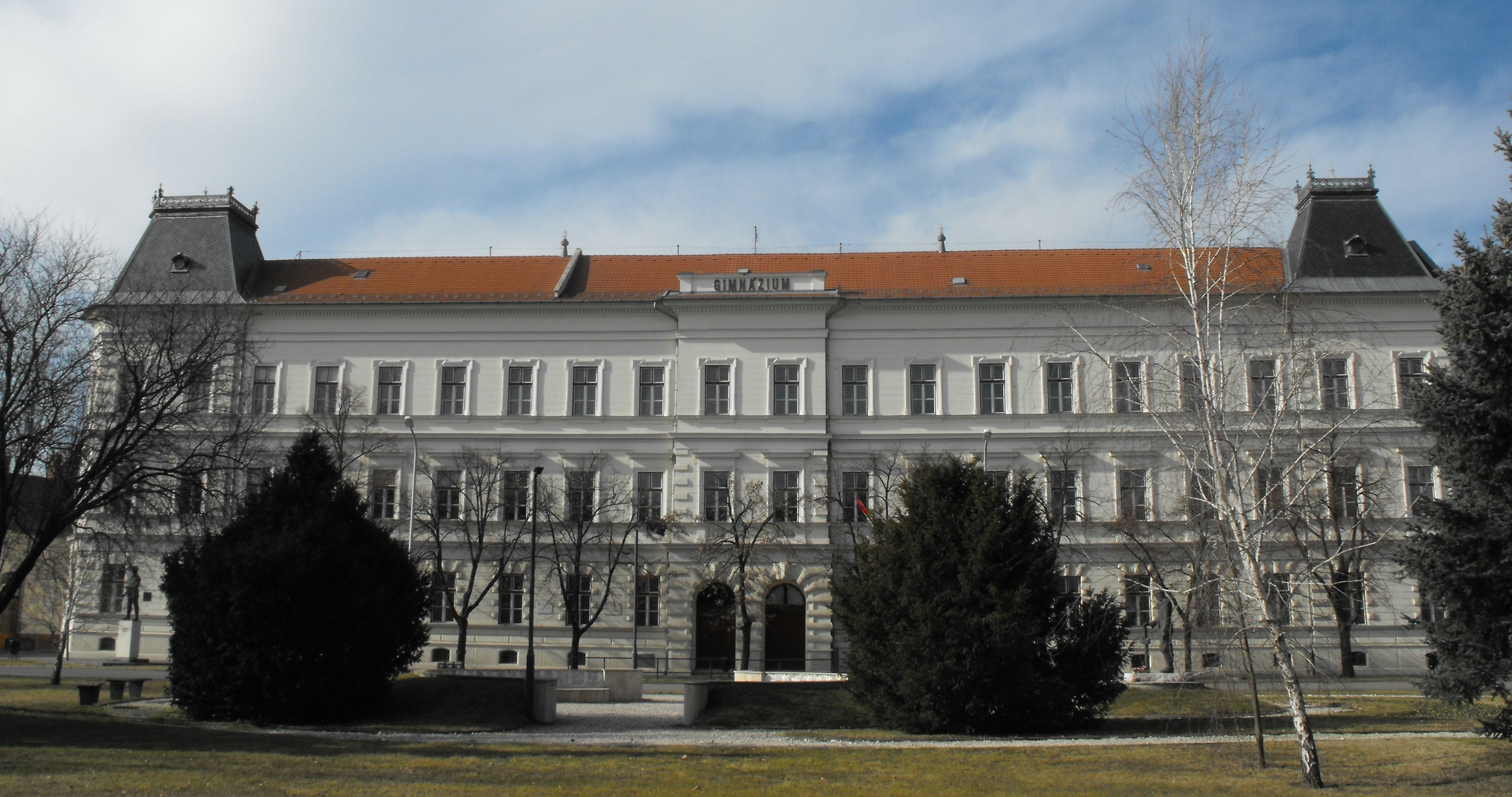
Az iskola főhomlokzata

Az épület jelenleg is gimnáziumként funkcionál, benne a Makói József Attila Gimnázium működik, fenntartója a Hódmezővásárhelyi Tankerületi Központ. Alaptevékenysége nappali tagozatos gimnáziumi oktatás. Négy - és nyolcosztályos képzéseket indít. Az intézményben 20 osztályban 500 diák tanul. Az oktatás általános, angol nyelvi, biológia, humán, matematika, informatika, illetve mozgókép- és médiaismeret tagozatokon zajlik. A választható idegen nyelvek listáján az angol, a német, a francia és a latin szerepel. Az iskola a több, mint 600 középiskolát tartalmazó ranglistán évek óta a 80-100. hely körül foglal helyet, Csongrád megye 4-5 legjobb gimnáziuma közé sorolható. Testvér iskolai kapcsolatokat dániai és németországi intézményekkel ápol. A Szegedi Tudományegyetem bázisiskolája.

## A gimnázium korábbi igazgatói
- Dr. Tóth Sándor magyar–latin (1895–1902)
- Madzsar Gusztáv magyar–német (1902–1918)
- Dr. Sárkány Lóránt matematika–fizika (1918–1920)
- Dr. Gedeon Alajos magyar–német (1920–1926)
- Sebes Gyula történelem–földrajz (1927–1930)
- Buday Géza magyar–latin (1930–1936)
- Dr. Tarnai László biológia–földrajz (1936–1945)
- Dr. Erdélyi Pál latin–történelem (1945–1947)
- Hetvényi Lajos magyar–latin (1947–1949)
- Marczis Vilmos latin–német (1949–1960)
- Olexik Viktor magyar–angol (1960–1974)
- Ribárszki György matematika–fizika (1974–1975)
- Dr. Gottl Frigyes magyar–történelem (1975–1985)
- Papp Ferencné biológia–kémia–filozófia (1985–1990)
- Gera Tibor matematika–fizika–számítástechnika (1990–1995)
- Rója István földrajz–testnevelés (1995–2017, címzetes igazgató 2017-től)
- Martinuszné Korom Gabriella matematika-fizika (2017–2019)
- Oroszné Kopányi Katalin matematika–informatika–rajz (2019-től)